# Louis Häfliger

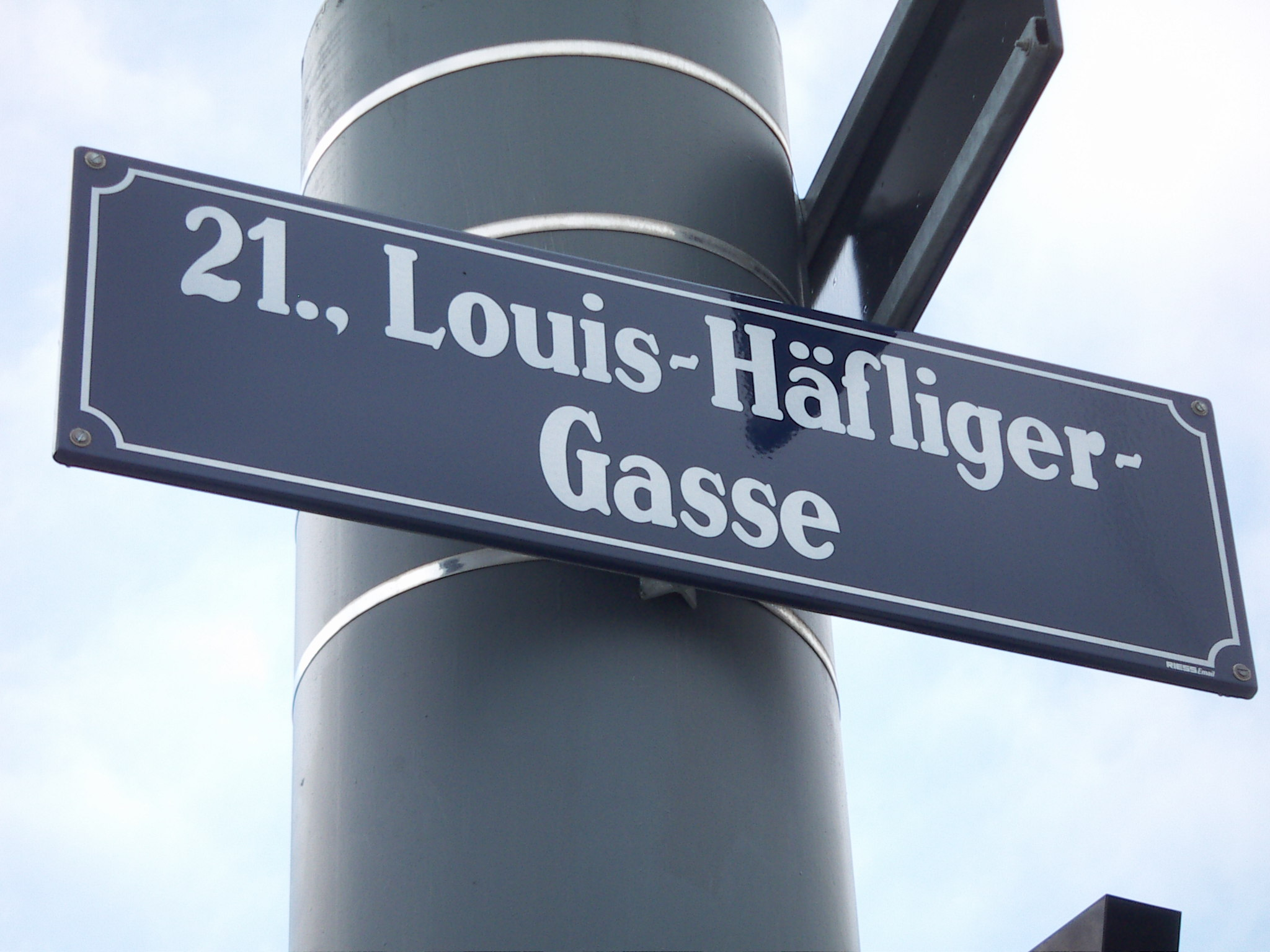
Die Louis-Häfliger-Gasse in Wien-Floridsdorf

Louis Häfliger (* 30. Januar 1904 in Zürich, Schweiz; † 15. Februar 1993 in Podbrezová, Slowakei) war ein Schweizer Bankangestellter. Im April 1945 übernahm er eine Mission als Delegierter für das Internationale Komitee vom Roten Kreuz (IKRK), um einen Lebensmitteltransport in das Konzentrationslager Mauthausen zu begleiten. Unmittelbar vor dem Ende des Zweiten Weltkriegs verhinderte er die Sprengung des unterirdischen Flugzeugwerkes in St. Georgen und der Stollen bei den Konzentrationslagern von Gusen und damit die Ermordung zehntausender Häftlinge, indem er amerikanische Truppen benachrichtigte und in die Konzentrationslager Gusen und Mauthausen führte. Er wurde für diese Aktion als „Retter von Mauthausen“ bekannt, vom IKRK jedoch wegen seines eigenmächtigen Handelns verurteilt und erst 1990 rehabilitiert. 1950 und 1988 wurde er für den Friedensnobelpreis vorgeschlagen.

## Leben

### Familie, Ausbildung und Beruf
Louis Häfliger wurde 1904 in Zürich geboren. Sein Vater war Vizedirektor der Brauerei Hürlimann. Von 1919 bis 1922 absolvierte er eine kaufmännische Ausbildung, danach war er bis 1924 in Zürich als Angestellter tätig. In den Jahren von 1924 bis 1926 lebte er in Paris, bevor er anschließend als Angestellter bei der Bank Leu in Zürich beschäftigt war. 1930 heiratete er in erster Ehe Frieda Schnell.

### Tätigkeit für das IKRK

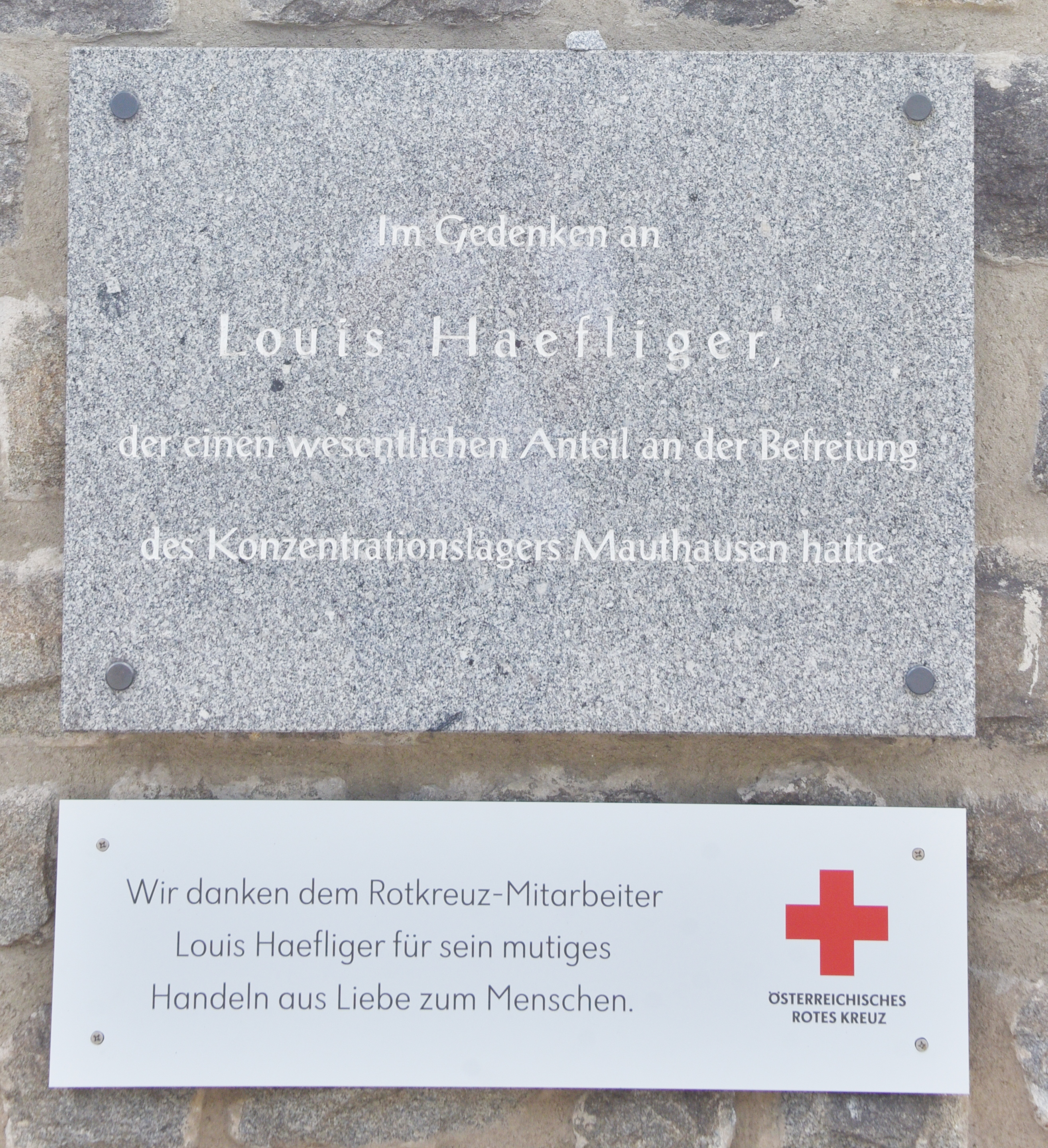
Gedenktafeln in Mauthausen

Das IKRK unter der Leitung seines damaligen Präsidenten Carl Burckhardt erhielt am 12. März 1945, wenige Wochen vor Ende des Zweiten Weltkrieges, die Zusicherung von SS-General Ernst Kaltenbrunner, dass IKRK-Delegierte in die nationalsozialistischen Konzentrationslager gelangen könnten, um Hilfstransporte zu begleiten. Diese Zusage war allerdings mit der Bedingung verbunden, dass die betreffenden Delegierten bis zum Ende des Krieges in den Lagern verbleiben würden. Unter den zehn Delegierten, die sich freiwillig zu einer solchen Mission bereit erklärten, war auch Louis Häfliger, der sich dafür von seiner Tätigkeit als Bankangestellter beurlauben ließ.
Am 28. April 1945 kam Häfliger mit einem Transport aus 19 Fahrzeugen im Lager Mauthausen an. Der Lagerkommandant, SS-Standartenführer Franz Ziereis, verweigerte ihm jedoch die Verteilung der Lebensmittel. Häfliger bestand darauf, dass Ziereis sich mit Kaltenbrunner in Verbindung setzen sollte, und begab sich anschließend in den nahegelegenen Ort St. Georgen an der Gusen. Hier erfuhr er von einigen Einwohnern von den Zuständen und dem vollen Ausmaß der Verbrechen in den Konzentrationslagern von Gusen und im Lager Mauthausen. Als er am 30. April in das Lager zurückkehrte, hatte Ziereis mit Kaltenbrunner Kontakt aufgenommen. Häfliger wurde zusammen mit SS-Obersturmführer Guido Reimer, dem Leiter der Spionage- und Sabotage-Abwehr im Lager, untergebracht. Im Gespräch mit Reimer, von Beruf ebenfalls gelernter Bankangestellter, erfuhr er am 2. Mai von den Plänen Himmlers, die Häftlinge der Lager Mauthausen sowie Gusen I und II in den umfangreich angelegten Stollensystemen in St. Georgen und Gusen einzusperren und durch Sprengung der Stollen die Insassen zu ermorden. Er entschied, alles in seiner Macht stehende zu tun, um dies zu verhindern.
Am 4. Mai strich er, mit Unterstützung Reimers, ein SS-Fahrzeug weiß an und stattete es mit einer Rotkreuz-Fahne aus. In den frühen Morgenstunden des folgenden Tages fuhren Häfliger und Reimer mit einem Fahrer in die Umgebung, um nach alliierten Truppen zu suchen. Mit der Unterstützung des Vizebürgermeisters von St. Georgen/Gusen trafen sie auf eine Patrouille von 23 Soldaten der 11. Panzerdivision der 3. US-Armee unter dem Kommando von Sergeant Albert J. Kosiek. Häfliger überzeugte den Kommandanten davon, das Lager zu befreien, und veranlasste über Reimer die Deaktivierung der Sprengladungen in St. Georgen und Gusen. In den Mittagsstunden des 5. Mai fuhren zwei US-Panzerspähwagen, geleitet von Louis Häfliger, auf das Gelände des Lagers Mauthausen, das friedlich und ohne Blutvergießen übernommen werden konnte. Die Angaben zur Zahl der geretteten KZ-Insassen variieren je nach Quelle zwischen 40.000 und 60.000.
Die Darstellungen in der Literatur zur Person und zu den damaligen Vorkommnissen sind kontrovers.

### Leben nach dem Zweiten Weltkrieg

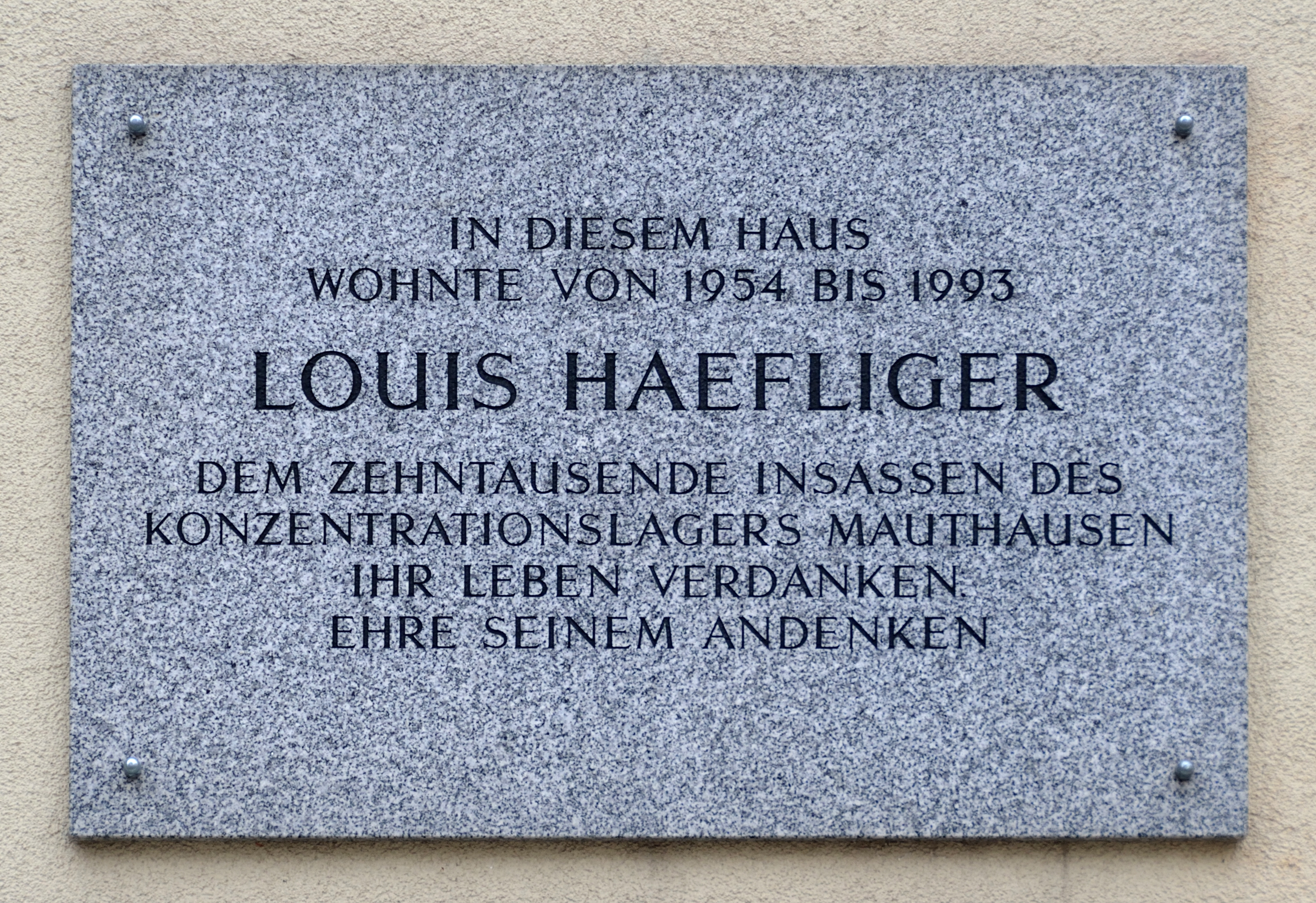
Gedenktafel für Louis Häfliger in Wien-Meidling

Der Beitrag von Louis Häfliger zur Rettung der Häftlinge in Mauthausen ist eine der bedeutendsten Taten eines einzelnen Menschen in der Rotkreuz-Geschichte. Louis Häfliger wurde jedoch für sein eigenmächtiges Handeln vom IKRK verurteilt, da er mit seinen Handlungen nach Auffassung des Komitees gegen das Prinzip der Neutralität verstoßen hatte. Er verlor darüber hinaus seine Stelle bei der Bank Leu in Zürich. Da es ihm nicht gelang, in der Schweiz eine neue Anstellung zu erhalten, wanderte er 1946 nach Österreich aus. Er ließ sich in Wien nieder, wo er drei Jahre später in zweiter Ehe Gabriele Groins geb. Maxymovitz heiratete.
Am 2. Dezember 1955 nahm er die Staatsbürgerschaft Österreichs an. Von 1958 bis 1973 arbeitete er als Angestellter der National Registrierkassen AG. 1992 heiratete Louis Häfliger in dritter Ehe Anna Planocková. Er starb 1993 in Podbrezová, der slowakischen Heimatgemeinde seiner Frau.

## Ehrungen
1950 wurde Louis Häfliger vom damaligen Justizminister der Republik Österreich, Otto Tschadek, für den Friedensnobelpreis nominiert. Sowohl in Israel als auch in Österreich erhielt er zahlreiche Auszeichnungen als „Retter von Mauthausen“, so beispielsweise 1977 das Ehrenzeichen für Verdienste um die Befreiung Österreichs. 1988 wurde er erneut für den Friedensnobelpreis nominiert und zwei Jahre später durch den damaligen IKRK-Präsidenten Cornelio Sommaruga rehabilitiert. Im Jahr 1992 entstand unter dem Titel „Der vergessene Retter: Die Befreiung des KZs Mauthausen“ eine 50-minütige filmische Dokumentation über seine Tat.
Im September 2003 wurde in Zürich an der Binzmühlestraße der Louis-Häfliger-Park eröffnet. Seit Februar 2006 trägt die Louis-Häfliger-Gasse im Wiener Gemeindebezirk Floridsdorf seinen Namen. Sie führt durch ein ehemaliges Fabrikgelände, in dem sich ab Juli 1944 mit dem Lager „Floridsdorf Hofherr-Schrantz“ ein Teil des Konzentrationslagers Wien-Floridsdorf I befand, das als Außenlager dem KZ Mauthausen zugeordnet war.

## Filme
- 1992: Filmdokumentation „Der vergessene Retter: Die Befreiung des KZs Mauthausen“ von Alphons Matt